# Stały Trybunał Sprawiedliwości Międzynarodowej
Stały Trybunał Sprawiedliwości Międzynarodowej (STSM, ang. Permanent Court of International Justice, fr. Cour permanente de justice internationale) – był pierwszym sądem międzynarodowym o zasięgu powszechnym.

## Działalność
Został powołany na podstawie art. XIV Paktu Ligi Narodów, poprzez ratyfikację protokołu o przyjęciu Statutu STSM w 1921, rejestracja Statutu w Sekretariacie Ligi Narodów nastąpiła 8 października 1921. Rozpoczął działalność 30 stycznia 1922, a formalnie zakończył 31 grudnia 1946, chociaż ostatnia sesja miała miejsce w lutym 1940.
Do 1930 składał się z jedenastu sędziów i czterech zastępców, następnie z 15 sędziów i 4 zastępców, a od 1936 z piętnastu sędziów. Zastępcy mieli zasiadać w składzie STSM tylko, jeżeli mniej niż 11 sędziów mogło orzekać. Każdy sędzia oraz zastępca musiał pochodzić z innego państwa. Byli wybierani przez Zgromadzenie oraz Radę Ligi Narodów na dziewięcioletnią kadencję z prawem ponownego wyboru z listy osób, przedstawionych przez grupy narodowościowe Stałego Trybunału Rozjemczego (art. 4 – 15). W przypadku śmierci lub rezygnacji sędziego przeprowadzano wybory uzupełniające. Trybunał wybierał Prezesa i Wiceprezesa na trzyletnią kadencję z prawem ponownego wyboru (art. 21). Polak Michał Rostworowski był sędzią od 1931 do śmierci w 1940.
STSM rozstrzygał spory między państwami, a także wydawał opinie doradcze. W sumie rozpoznał 66 spraw, wydał 32 wyroki oraz 27 opinii doradczych.
Art. 50 dozwalał Trybunałowi, by powierzył zbadanie okoliczności sprawy (ang. enquiry, fr. enquête) lub wydanie orzeczenia biegłego (ang. expert opinion, fr. expertise) każdej osobie, ciału, biuru, komisji lub organowi przez siebie wybranym. Wyrok był ostateczny (art. 60), strona mogła zażądać ponownego rozpatrzenia sprawy na podstawie odkrycia faktu, który mógł mieć wpływ rozstrzygający, a w chwili wydania wyroku był nieznany ani Trybunałowi, ani stronie, żądającej rewizji, o ile nieświadomość ta nie była zawiniona przez stronę. Możliwość żądania rewizji ulegała przedawnieniu 6 miesięcy po odkryciu takiego faktu i 10 lat po wydaniu wyroku (art. 61).
Następcą STSM jest Międzynarodowy Trybunał Sprawiedliwości.

## Sprawy

### Sprawy sporne przed STSM
1. Sprawa „SS Wimbledon” i Kanału Kilońskiego (Wlk. Brytania, Francja, Włochy, Japonia przeciwko Niemcom, Polska – interwenient)
2. Sprawa palestyńskich koncesji Mavrommatisa (Grecja przeciwko Wlk. Brytanii)
3. Sprawa traktatu z Neuilly (Bułgaria przeciwko Grecji)
4. Sprawa interpretacji wyroku nr 3 (Bułgaria przeciwko Grecji)
5. Sprawa jerozolimskich koncesji Mavrommatisa (Grecja przeciwko Wlk. Brytanii)
6. Sprawa pewnych interesów niemieckich na polskim Górnym Śląsku (Niemcy przeciwko Polsce)
7. Sprawa wypowiedzenia układu chińsko-belgijskiego z 2 listopada 1865 (Belgia przeciwko Chinom)
8. Chorzów Factory case, sprawa fabryki w Chorzowie (Niemcy przeciwko Polsce)
9. Sprawa „SS Lotus” (Francja przeciwko Turcji)
10. Sprawa readaptacji jerozolimskich koncesji Mavrommatisa (Grecja przeciwko Wlk. Brytanii)
11. Sprawa interpretacji wyroków 7 i 8 dot. fabryki w Chorzowie (Niemcy przeciwko Polsce)
12. Sprawa mniejszości na Górnym Śląsku (szkoły mniejszości) (Niemcy przeciwko Polsce)
13. Sprawa pożyczek serbskich (Francja przeciwko Królestwu Serbów, Chorwatów i Słoweńców)
14. Sprawa pożyczek brazylijskich (Francja przeciwko Brazylii)
15. Sprawa wolnych stref w Górnej Sabaudii i Dystrykcie Gex (Francja przeciwko Szwajcarii)
16. Sprawa jurysdykcji terytorialnej Międzynarodowej Komisji Reńskiej (Francja, Wlk. Brytania, Czechosłowacja, Dania, Niemcy i Szwecja przeciwko Polsce)
17. Sprawa statusu Kłajpedy (Wlk. Brytania, Francja, Włochy i Japonia przeciwko Litwie)
18. Sprawa statusu południowo-wschodniej Grenlandii (Norwegia przeciwko Danii)
19. Sprawa delimitacji wód terytorialnych pomiędzy wyspą Castellorizo i wybrzeżem Anatolii (Turcja przeciwko Włochom)
20. Sprawa administracji księcia pszczyńskiego (Niemcy przeciwko Polsce)
21. Sprawa statusu Grenlandii wschodniej (Norwegia przeciwko Danii)
22. Sprawa odwołań od pewnych orzeczeń czechosłowacko-węgierskiego mieszanego trybunału arbitrażowego (Czechosłowacja przeciwko Węgrom)
23. Sprawa polskiej reformy rolnej i mniejszości niemieckiej (Niemcy przeciwko Polsce)
24. Sprawa odwołania od orzeczenia czechosłowacko-węgierskiego mieszanego trybunału arbitrażowego (Uniwersytet Pétera Pázmánya) (Czechosłowacja przeciwko Węgrom)
25. Sprawa latarni morskich (Francja przeciwko Grecji)
26. Sprawa Oscara Chinna (Wlk. Brytania przeciwko Belgii)
27. Sprawa Pajzs, Csáky, Esterházy (Węgry przeciwko Jugosławii)
28. Sprawa Losinger & Co. (Szwajcaria przeciwko Jugosławii)
29. Sprawa odprowadzania wód Mozy (Holandia przeciwko Belgii)
30. Sprawa latarni morskich na Krecie i Samos (Francja przeciwko Grecji)
31. Sprawa Borchgrave’a (Belgia przeciwko Hiszpanii)
32. Sprawa fosfatów w Maroku (Włochy przeciwko Francji)
33. Sprawa kolei Panevėžys – Saldutiškis (Estonia przeciwko Litwie)
34. Sprawa Electricity Company of Sofia and Bulgaria (Belgia przeciwko Bułgarii)
35. Sprawa Société Commerciale de Belgique (Belgia przeciwko Grecji)

### Opinie doradcze
1. Sprawa wyznaczenia holenderskiego delegata pracowników na trzecią sesję Międzynarodowej Konferencji Pracy
2. Sprawa kompetencji MOP w odniesieniu do międzynarodowej regulacji warunków pracy osób zatrudnionych w rolnictwie
3. Sprawa kompetencji MOP do badania propozycji organizacji i metod produkcji rolnej
4. Sprawa dekretów o nabywaniu obywatelstwa wydanych w Tunisie i Maroku w 1923
5. Sprawa statusu Karelii Wschodniej
6. Sprawa niemieckich osadników w Polsce
7. Sprawa nabycia polskiego obywatelstwa
8. Sprawa Jaworzyny
9. Sprawa klasztoru Świętego Nauma
10. Sprawa wymiany ludności greckiej i tureckiej
11. Sprawa polskich usług pocztowych w Gdańsku
12. Sprawa interpretacji Art. 3, ust. 2 traktatu z Lozanny
13. Sprawa kompetencji MOP do wpadkowego regulowania osobistego świadczenia pracy przez pracodawcę
14. Sprawa kompetencji Europejskiej Komisji Dunajskiej
15. Kompetencja sądów w Gdańsku
16. Sprawa interpretacji umowy grecko-tureckiej z 1 grudnia 1926
17. Sprawa „wspólnot” grecko-bułgarskich
18. Sprawa Wolnego Miasta Gdańska i MOP
19. Sprawa dostępu do niemieckich szkół mniejszościowych na Górnym Śląsku
20. Sprawa reżimu celnego między Austrią a Niemcami
21. Sprawa ruchu kolejowego między Litwą a Polską
22. Sprawa dostępu i kotwiczenia w porcie w Gdańsku przez okręty wojenne
23. Sprawa traktowania osób narodowości polskiej w Gdańsku
24. Sprawa interpretacji umowy grecko-bułgarskiej z 9 grudnia 1927
25. Sprawa interpretacji konwencji MOP nr 4 z 1919 o pracy nocnej kobiet
26. Sprawa szkół mniejszościowych w Albanii
27. Sprawa zgodności pewnych dekretów Gdańska ze statutem Wolnego Miasta

## Sędziowie

### Kadencja 1922-1930

#### Sędziowie
| Imię i nazwisko                        | Państwo           | Prezes    | Wiceprezes |
| -------------------------------------- | ----------------- | --------- | ---------- |
| Rafael Altamira y Crevea               | Hiszpania         |           |            |
| Dionisio Anzilotti                     | Włochy            | 1928-1930 |            |
| Ruy Barbosa                            | Brazylia          |           |            |
| Antonio Sánchez de Bustamante y Sirvén | Kuba              |           |            |
| Wicehrabia Robert Finlay               | Wielka Brytania   |           |            |
| Max Huber                              | Szwajcaria        | 1925-1927 | 1928-1930  |
| Bernard Cornelia Johannes Loder        | Holandia          | 1922-1924 |            |
| John Bassett Moore                     | Stany Zjednoczone |           |            |
| Didrik Galtrup Gjedde Nyholm           | Dania             |           |            |
| Yorozu Oda                             | Japonia           |           |            |
| Charles André Weiss                    | Francja           |           | 1922-1928  |
| Epitácio Lindolfo da Silva Pessoa      | Brazylia          |           |            |
| Charles Evans Hughes                   | Stany Zjednoczone |           |            |
| Henri Fromageot                        | Francja           |           |            |
| Cecil James Barrington Hurst           | Wielka Brytania   |           |            |
| Frank Billings Kellogg                 | Stany Zjednoczone |           |            |

#### Zastępcy sędziów
| Imię i nazwisko                      | Państwo    |
| ------------------------------------ | ---------- |
| Frederik Valdemar Nicholai Beichmann | Norwegia   |
| Mihailo Jovanović                    | Jugosławia |
| Demetre Negulesco                    | Rumunia    |
| Wang Chonghui                        | Chiny      |

### Kadencja 1931-1945

#### Sędziowie
| Imię i nazwisko                        | Państwo           | Prezes    | Wiceprezes |
| -------------------------------------- | ----------------- | --------- | ---------- |
| Mineitciro Adatci                      | Japonia           | 1931-1933 |            |
| Rafael Altamira y Crevea               | Hiszpania         |           |            |
| Dionisio Anzilotti                     | Włochy            |           |            |
| Antonio Sánchez de Bustamante y Sirvén | Kuba              |           |            |
| Jonkheer Willem Jan Mari van Eysinga   | Holandia          |           |            |
| Henri Fromageot                        | Francja           |           |            |
| José Gustavo Guerrero                  | Salwador          | 1936-1946 | 1931-1936  |
| Cecil James Barrington Hurst           | Wielka Brytania   | 1934-1936 | 1936-1946  |
| Frank Billings Kellogg                 | Stany Zjednoczone |           |            |
| Demetre Negulesco                      | Rumunia           |           |            |
| Baron Edouard Rolin-Jaequemyns         | Belgia            |           |            |
| Hrabia Michał Rostworowski             | Polska            |           |            |
| Walter Schücking                       | Niemcy            |           |            |
| Francisco José Urrutia                 | Kolumbia          |           |            |
| Wang Chonghui                          | Chiny             |           |            |
| Harukazu Nagaoka                       | Japonia           |           |            |
| Zheng Tianxi                           | Chiny             |           |            |
| Åke Hammarskjöld                       | Szwecja           |           |            |
| Manley O. Hudson                       | Stany Zjednoczone |           |            |
| Charles de Visscher                    | Belgia            |           |            |
| Rafael Waldemar Erich                  | Finlandia         |           |            |

#### Zastępcy sędziów[27]
| Imię i nazwisko       | Państwo    |
| --------------------- | ---------- |
| Rafael Waldemar Erich | Finlandia  |
| José Caeiro da Matta  | Portugalia |
| Mileta Novaković      | Jugosławia |
| Josef Redlich         | Austria    |